# Klingelberger
Klingelberger ist eine lokale Bezeichnung für die Weißweinsorte Riesling in der mittleren Ortenau (Baden). Laut urkundlicher Erwähnung wurde erstmals im Weinort Durbach auf dem Weingut des Markgrafen von Baden das Synonym Klingelberger für den Riesling verwendet. Die Bezeichnung wird ebenso für den Riesling aus den Weinorten Oberkirch, Ortenberg, Offenburg sowie von der Winzergenossenschaft in Rammersweier, Zell-Weierbach und Fessenbach benutzt. Allerdings gibt es nur in der Weinbaugemeinde Oberkirch zwei Weinberge mit der eingetragenen Bezeichnung „Klingelberg“. Die Bezeichnung Klingelberg gilt auch als Qualitätsmerkmal, da es sich bei dem Klingelberg um eine gute Anbaulage für Riesling handelt.

## Lage
Der Klingelberg bildet den obersten Teil des Schlossberges direkt bei Schloss Staufenberg in Durbach. Im Weingesetz von 1971 wurde der Klingelberg allerdings nicht als Einzellage ausgewiesen. Er umfasst heute 2,5 Hektar in Steillage. Seit 1782 wird er ausschließlich mit Riesling bestockt und ist damit der älteste reinsortige Rieslingweinberg Badens. Mit über 400 Metern über dem Meer an seiner Spitze ist er auch eine der höchstgelegenen Rieslinganpflanzungen in Deutschland, die dank der südlichen Steillage dennoch zu hoher Reife gelangt. 

## Geschichte
1782 ließ der damalige Markgraf Carl Friedrich von Baden in seinem Weingut auf Schloss Staufenberg im Gewann Klingelberg 2200 zweijährige Riesling-Würzlinge aus dem berühmten Weinberg zu Bergen und weitere 1500 Riesling-Setzlinge aus einem Rebgut bei Frankfurt anpflanzen. Das war der erste sortenreine Weinanbau in ganz Baden. Die Setzlinge gediehen gut, und der daraus stammende Rebensaft wurde ebenfalls sortenrein ausgebaut. Die Qualität des Rieslings vom Klingelberg machte in der Region schnell die Runde, und nicht nur der „Klingelberger“ fand viele Käufer, sondern auch die Reb-Würzlinge vom Klingelberg fanden steigenden Absatz. Schnell wurde der „Klingelberger“ zum Synonym für einen qualitätsbezogenen Riesling aus der Ortenau. Heute gilt der „Klingelberger“ schlichtweg als Synonym für guten Riesling aus der mittleren Ortenau.